# Я делаю шаг
«Я делаю шаг» — российский фильм 2023 года режиссёра Ольги Акатьевой.

## Сюжет
Выпускник педагогического института Саша Макаров мечтает работать в Москве, в престижном лицее, но вынужден начать трудовую карьеру в родном Пскове. Причём в той же школе, где когда-то учился сам. Ему приходится работать с бывшей учительницей Еленой Дмитриевной довольно злобного нрава. И завуч школы Нина Петровна явно недолюбливает бывшего ученика, а теперь и учителя Сашу. Ученики — наглецы. И сам он ни к кому симпатий тут не испытывает: у него проблемы с коллегами, классом, а главное — с самим собой. Единственный человек, которому он доверяет — бывшая одноклассница Оля Кузнецова, которая знает его тайну — из-за дислексии ему самому трудно было учиться, а теперь быть учителем. Чтобы наладить отношения с классом, Саша предлагает им принять участие во всероссийском конкурсе, а вместе с тем пытается разобраться в чувствах к Оле.

## В ролях
- Сергей Новосад — Саша Макаров
- Анастасия Талызина — Ольга Кузнецова
- Мария Аронова — Нина Петровна
- Равшана Куркова — Елена Дмитриевна
- Ирина Розанова — председатель оргкомитета конкурса
- Милана Бру — Катерина
- Александр Югов — Генка
- Николай Шрайбер — Валентин
- Денис Шведов — Дмитрий
- Михаил Полицеймако — логопед
- Никита Тарасов — директор лицея
- Павел Комаров — ведущий конкурса
- Иван Осколков — декан филфака
- Денис Синявский — чиновник из министерства
- Дмитрий Колчин — участковый
- Мария Преснякова — Ольга Кузнецова в детстве
- Артём Бочаров — Саша Макаров в детстве

## Съёмки
Съёмки проходили в 2022 году двумя блоками: зимний блок прошёл в феврале в Пскове, где основной локацией стала псковская школа № 1, летом съёмки велись в Москве, Пскове и Санкт-Петербурге.
Рабочее название фильма было «Я читаю», но в дальнейшем название дала звучащая в фильме песня «Я делаю шаг» группы «The Hatters».
Фильм снят по сценарию Марии Суворовой, её дипломной работе во ВГИКе, отмеченной как лучший сценарий на тему популяризации профессии учителя Министерством просвещения.
Фильм снят при господдержке — 65% бюджета фильма субсидия Министерства культуры, остальное — средства кинокомпании «Окапи продакшн». Для получения субсидии был пройден питчинг Министерства культуры в 2020 году в категории кино для детей, где из 34 проектов 12 были рекомендованы к финансированию.

## Показ
Премьера кинокартины состоялась в День знаний в кинотеатре «Октябрь» в Москве, в широкий прокат фильм вышел 7 сентября 2023 года, в первую неделю фильм шёл на четвёртой строчке кинопроката с 66 332 зрителей, всего же за два месяца проката фильм посмотрели 152 947 зрителей, общие кассовые сборы составили 39 407 620 рублей ($ 402 119).

## Фестивали
- 2023 — XXXI Международный детский кинофестиваль «Алые паруса» в лагере «Артек», где по результатам голосования Большого детского жюри фильм победил в номинации «Самый мудрый фильм», а исполнитель главной роли Сергей Новосад получил специальный приз от Малого детского жюри «За трогательное исполнение главной роли»[5].

## Рецензии
- Валерий Кичин — Фильм «Я делаю шаг» стал нашим запоздалым ответом Голливуду // Российская газета — Столичный выпуск: № 201(9146)от 6 сентября 2023
- Ольга Петрова — Как российский кинематограф поднимает престиж профессии учителя  // Советская Чувашия, 14 сентября 2023
- Анастасия Лабурец — «Я делаю шаг»: новое школьное драмеди со звездой «Трудных подростков» // 7 дней, 6 сентября 2023
- Мария Токмашева — «Я делаю шаг»: И снова 1 сентября // Кино-Театр.ру, 5 сентября 2023
- Борис Гришин — Рецензия на фильм «Я делаю шаг» // Кино Mail, 6 сентября 2023
- Анастасия Гусева — Рецензия на фильм «Я делаю шаг»: спекулятивная трагедия учителя-дислексика // Фильм.ру, 9 сентября 2023